# Marcilly-lès-Buxy
Marcilly-lès-Buxy – miejscowość i gmina we Francji, w regionie Burgundia-Franche-Comté, w departamencie Saona i Loara.
Według danych na rok 1990 gminę zamieszkiwało 475 osób, a gęstość zaludnienia wynosiła 25 osób/km² (wśród 2044 gmin Burgundii Marcilly-lès-Buxy plasuje się na 476. miejscu pod względem liczby ludności, natomiast pod względem powierzchni na miejscu 485.).